# Wash Trade
Bei einem Wash Trade (nicht zu verwechseln mit einem Wash Sale) kauft und verkauft ein Investor gleichzeitig dasselbe Finanzinstrument. Dafür kann es mehrere Gründe geben:
- um künstlich das Handelsvolumen zu erhöhen, damit der Eindruck entsteht, dass dieses Finanzinstrument begehrter ist als es tatsächlich der Fall ist;[1]
- um künstlich Provisionszahlungen an Broker zu generieren, z. B. um diese für etwas zu bezahlen, was nicht an die Öffentlichkeit geraten soll. Dies geschah zum Beispiel innerhalb des Libor-Skandals;[2]
- aus steuerlichen Gründen.

Wash Trades zur Marktmanipulation waren in Deutschland bis 2016 über § 20a WpHG verboten, seitdem sind sie gemäß Artikel 15 der Marktmissbrauchsverordnung EU-weit untersagt.